# Søren Thorst
Søren Thorst (født 8. januar 1965) er tidligere dansk fodboldspiller. Han spillede bl.a. for AaB og gjorde sig i 1993 fortjent til titlen som pokalfighter i DBUs Landspokalturnering for herrer.
Søren Thorst er søn af den tidligere landsholdsspiller i fodbold Kjeld Thorst, der opnåede 26 landskampe for Danmark med 6 mål til følge.

## Fodboldkarriere
Som juniorspiller skiftede Søren Thorst fra barndomsklubben Sulsted IF til AaB i Aalborg, hvor han spillede resten af sin aktive karriere.
Søren Thorst opnåede i alt 371 kampe på AaBs førstehold og scorede i alt 11 mål. Søren Thorst var gennem alle årene kendt som en kompromisløs fighter, der altid gav sig fuldt ud for sin klub.
Han debuterede på AaBs bedste hold i 3. division mod Frederikshavn fI i 1983, og den første sæson var han med for at lære. Han rykkede op i 2.division i 1984 som marginalspiller, men da AaB igen rykkede op i 1986, var det som stensikker i startopstillingen. Og sådan blev det ved til karrieren stoppede i 1996 med en slem korsbåndsskade.
I løbet af sin lange karriere spillede Søren Thorst med i tre finaler i DBUs Landspokalturnering for herrer. Første gang 1 1987 mod AGF og de to sidste i 1991 og 1993 mod OB.
Søren Thorst var ikke kendt som den store målscorer, men han tegnede sig i 1993 for en af de mest legendariske scoringer i klubbens historie, da han i modbydeligt regnfuldt og ufatteligt blæsende vejr, scorede på frispark mod spanske Deportivo de La Coruña i UEFA Cuppen, til den første danske sejr for klubhold over et spansk Primera División hold.
Søren Thorst var ligeledes med, da AaB i sæsonen 1994/1995 for første gang i klubbens historie vandt Danmarksturneringen i fodbold.
Da AaB året efter som de første danske klubhold nogensinde kvalificerede sig til UEFA Champions League var Thorst også med. Her blev det blandt andet til en sejr over Panathinaikos A.O. fra Grækenland. Søren Thorst fik således en god afslutning på sin aktive fodboldkarriere, selv om de sidste år var præget af mange skader.

## Det civile liv
Søren Thorst har 4 børn Lasse, Rasmus, Rikke og Mathilde.
Under hele sin tid i AaB var han ansat ved Aalborg Kommune, hvor han også er udlært. Han var i 10 år ansat på deltid. Han endte med at få et job i kommunen på grund af sine tillærte færdigheder på computeren.
Søren Thorst arbejder i dag for Event Aalborg et sekretariat under Aalborg Kommune, der bl.a. har stået for Tall Ships' Races, Milleniummarkeringen, Europartenariatet, Aalborg Triennalen, "AERO" med Jean Michel Jarre, The Tall Ships’ Race 2004, Che Guevara udstilling og Firmaidrætsfestival 2007.
 Der er for få eller ingen kildehenvisninger i denne artikel, hvilket er et problem. Du kan hjælpe ved at angive troværdige kilder til de påstande, som fremføres i artiklen.